# Dicey Dungeons
Dicey Dungeons es un videojuego roguelike de construcción de mazos desarrollado por el diseñador de videojuegos irlandés Terry Cavanagh. Se lanzó para Microsoft Windows, macOS y Linux en agosto de 2019, para Nintendo Switch en diciembre de 2020, para Xbox One y Xbox Series X/S en noviembre de 2021 y para PlayStation 4 y PlayStation 5 en febrero de 2023. Las versiones de iOS y Android se lanzaron en julio de 2022.

## Jugabilidad
Dicey Dungeons combina elementos de videojuegos roguelike con juegos de construcción de mazos. El videojuego está ambientado en un contexto similar a un programa de concursos, donde Fortuna desafía a los aventureros, que han sido convertidos en dados, a completar una mazmorra con una posibilidad bastante poco probable de ganar su libertad. El jugador elige uno de los seis personajes, que definen el tipo de equipo con el que comenzará. Luego, el jugador mueve a su personaje a través de un mapa de mazmorra, donde hay varios encuentros con monstruos, cofres del tesoro, artículos de salud, tiendas y estaciones de mejora de equipo, junto con salidas al siguiente nivel. El objetivo de cada partida es llegar al nivel más bajo de la mazmorra y derrotar al jefe. Al hacerlo, se desbloquea la progresión del videojuego, como desbloquear personajes adicionales o nuevos episodios para personajes existentes que introducen nuevos conjuntos de reglas que hacen que las partidas sean más difíciles.
Cuando el jugador se enfrenta a un monstruo, el combate se desarrolla por turnos. En su turno, al jugador se le muestra su equipo, cada uno de los cuales tiene ranuras para agregar uno o más dados, y luego se realiza una tirada aleatoria de la cantidad de dados que posee actualmente su personaje. Luego, el jugador coloca cada dado en una de las ranuras de equipo; cuando todos los espacios están llenos, esto crea un efecto de combate. Por ejemplo, una espada puede tener una ranura para un solo dado, y cuando se coloca un dado, causará el daño que se muestra en ese dado. Algunas ranuras tienen requisitos específicos, como un número par o impar, o valores de dados menores o mayores que algún número. Algunos equipos o habilidades pueden alterar las tiradas de dados, permitiendo que los dados se reutilicen. El jugador continúa colocando dados en equipos y habilidades hasta que haya agotado sus dados para el turno o finalice su turno antes de tiempo. Sus oponentes tienen equipos similares con ranuras para dados y organizan sus ataques de manera similar. Hay varias ventajas y desventajas que se pueden activar a través del equipo tanto del jugador como del enemigo. El combate continúa hasta que la salud del personaje del jugador o la salud de los enemigos cae a cero, o ambas. Si solo la salud del personaje del jugador se reduce a cero, entonces se termina la partida y el jugador debe comenzar de nuevo. Si la salud del enemigo se reduce a cero, el enemigo es derrotado y el personaje del jugador gana, obteniendo recompensas monetarias en el juego y experiencia del personaje, junto con otras recompensas potenciales. Al ganar niveles, el personaje del jugador gana más salud total, así como un dado adicional para tirar. El jugador también puede obtener nuevo equipo que puede equipar al personaje en cualquier momento fuera de las batallas. Las tiendas en los niveles se pueden utilizar para comprar equipos nuevos, intercambiar equipos u otras funciones. Las estaciones de mejora pueden mejorar el efecto de una sola pieza de equipo.

## Desarrollo
Terry Cavanagh anunció Dicey Dungeons en mayo de 2018, después de aproximadamente tres meses de desarrollo previo, con una versión gratuita disponible que incorporaba el progreso del desarrollo hasta ese momento. Cavanagh había planeado producir una versión comercial del videojuego para su lanzamiento más adelante en 2018. Dicey Dungeons está inspirado en uno de los primeros videojuegos roguelike de construcción de mazos, Dream Quest. El arte del videojuego fue creado por Marlowe Dobbe, mientras que la música fue compuesta por Chipzel.
Dicey Dungeons se lanzó el 13 de agosto de 2019 para Microsoft Windows, macOS y Linux, y el 15 de diciembre de 2020 para Nintendo Switch. El 11 de noviembre de 2021 se publicaron versiones para Xbox One y Xbox Series X/S del videojuego con ayuda de Ratalaika Games.
Cavanagh originalmente planeó lanzar versiones del título para iOS y Android para 2020, pero se lanzaron el 7 de julio de 2022, junto con nuevo contenido lanzado de forma gratuita, titulado «Reunion».

## Recepción
Dicey Dungeons recibió reseñas «generalmente favorables» para las versiones de Windows y Switch según el agregador de reseñas Metacritic; la versión móvil recibió «aclamación universal». El videojuego ha sido considerado como una buena introducción a los videojuegos roguelike de construcción de mazos. El lanzamiento del videojuego para Windows estuvo entre los mejores lanzamientos de agosto de 2019 en Steam.
Inicialmente, la banda sonora compuesta por Chipzel fue lanzada exclusivamente en Bandcamp. El 20 de diciembre de 2019, el sello discográfico de la banda sonora del videojuego, Materia Collective, lanzó la banda sonora de forma oficial.